# Zelve

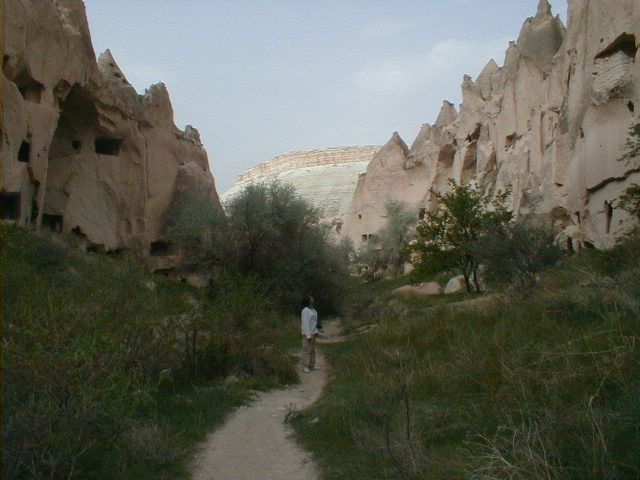
Dolina Zelve

Zelve – dolina w Kapadocji, w środkowej Anatolii, w Turcji.